# Sul do Amapá
Sul do Amapá è una mesoregione dello Stato dell'Amapá in Brasile.

## Microregioni
È suddivisa in due microregioni:
- Macapá
- Mazagão